# József Hadrévi
József Hadrévi (maďarsky Hadrévi József; 4. března 1911 Budapešť – 5. března 1966) byl maďarský fotbalový útočník a trenér.

## Hráčská kariéra
V maďarské lize hrál za budapešťské kluby Hungária MTK FC, III. Kerületi TUE, Budai 11 a Budafoki MTE ve 48 utkáních, v nichž dal 25 branek. S Hungárií se účastnil i Středoevropského poháru. V nižších soutěžích hrál mj. za Testvériség SE.
V československé lize nastupoval za DFC Prag na jaře 1936.

### Prvoligová bilance
| Ročník          | Zápasy | Góly | Minuty | Klub              |
| --------------- | ------ | ---- | ------ | ----------------- |
| I. liga 1929/30 | 6      | 1    | 540    | Hungária MTK FC   |
| I. liga 1930/31 | 4      | 1    | 360    | Hungária MTK FC   |
| I. liga 1931/32 | 2      | 0    | 180    | Hungária MTK FC   |
| I. liga 1931/32 | 5      | 2    | 450    | III. Kerületi TUE |
| I. liga 1934/35 | 18     | 12   | 1 620  | Budai 11          |
| I. liga 1935/36 | 4      | 2    | 360    | Hungária MTK FC   |
| I. liga 1935/36 | 4      | 3    | 360    | DFC Prag          |
| I. liga 1936/37 | 9      | 7    | 810    | Budafoki MTE      |
| CELKEM I. LIGA  | 4      | 3    | 360    |                   |
| CELKEM I. LIGA  | 48     | 25   | 4 320  |                   |

## Trenérská kariéra
Ke konci hráčské kariéry se začal věnovat mládeži, poté vedl i několik mužstev dospělých.